# Български олимпийски комитет
Българският олимпийски комитет (съкратено БОК) е нестопанска организация, изпълняваща функциите на национален олимпийски комитет на България.
БОК е член на Международния олимпийски комитет, на организацията Европейски олимпийски комитети и на други международни спортни организации. Основан е на 30 март 1923 г. Настоящ председател на БОК е Стефка Костадинова.

## История
За първата модерна олимпиада (1896) заминават да представят честта на България гимнастиците Панайот Белев, Илия Пенчев, Димитър Илиев и Шарл Шампо. Ръководител на делегацията е Тодор Йончев. Само Шарл Шампо се състезава на олимпиадата в 3 дисциплини от гимнастиката.
На 30 март 1923 г. по инициатива на Министерството на войната е организиран Българският олимпийски комитет. За председател е избран Ефтим Китанчев. Целта на БОК е да организира състезателите за участие на олимпиадата в Париж през 1924 г. От България заминават 4 лекоатлети, 7 колоездачи и 2 състезатели по конен спорт, както и националният отбор по футбол. Генерал Владимир Стойчев се класира на 11-о място в конната езда от общо 99 участници.
През 1929 г. за председател на БОК е назначен Велизар Лазаров, който е в основата на първата балканиада в София през 1931 г.
След 9 септември 1944 г. имуществото на БОК е отнето, а организацията е разформирована. През 1951 г. БОК е възстановен а за председател е избран ген. Владимир Стойчев. Първият олимпийски медал България печели на игрите в Хелзинки през 1952 - бронз на боксьора Борис Георгиев – Моката. Делегацията в Швеция е от 63 състезатели. Първият олимпийски златен медал е на Никола Станчев по свободна борба в Мелбърн през 1956 г. В Австралия печелят още 3 сребърни медала: Димитър Добрев и Петко Сираков по класическа борба и Юсеин Мехмедов по борба свободен стил, както и бронзов медал за националния отбор по футбол.
Българските участници на олимпиади имат общо 51 златни, 85 сребърни и 77 бронзови медала. Най-доброто представяне на България на олимпиада е през 1980 г. в Москва, където страната заема 3-то място в класирането по медали с 8 златни, 16 сребърни и 17 бронзови медала. През 2005 г. се разгаря скандал с председателя на БОК Иван Славков, който е уличен във вземане на подкуп. На 7 юли 2005 г. той е отстранен от председателското място на БОК и от членското му място в МОК. От 11 ноември 2005 г. председател на БОК е олимпийската шампионка от Атланта през 1996 г. Стефка Костадинова и управлява в продължение на пет мандата.
На 19 март 2025 година Весела Лечева е избрана за председател на комитета след като печели 48 гласа срещу 33 за Стефка Костадинова.

## Председатели
| Председател        | Период                         |
| ------------------ | ------------------------------ |
| Ефтим Китанчев     | 30 март 1923 – 6 октомври 1925 |
| Димитър Станчов    | 1927 – 1929                    |
| Велизар Лазаров    | 16 ноември 1929 – 6 април 1941 |
| Рашко Атанасов     | 1941 – 1944                    |
| Владимир Стойчев   | 24 ноември 1952 – 5 март 1982  |
| Иван Славков       | 5 март 1982 – 7 юли 2005       |
| Стефка Костадинова | 11 ноември 2005 – 19 март 2025 |
| Весела Лечева      | 19 март 2025 –                 |